# Мукоїд Володимир Вікторович
Володи́мир Ві́кторович Мукої́д (1978—2024) — український військовослужбовець, капітан, учасник російсько-української війни.

## З життєпису
Народився 1978 року у селищі Петрове Кіровоградської області. Закінчив школу; Дніпропетровський Державний університет залізничного транспорту, працював за спеціальністю. У вільний час займався риболовлею та кондитерською справою, мав бажання відкрити кондитерську.
Вступив до лав ЗСУ 9 квітня 2022-нр; служив командиром роти військової частини Т0400, 26-та бригада Державної спеціальної служби транспорту.
Виконував бойові завдання на Харківському напрямку, у місті Херсоні. Весною 2024 року був в Запорізькій області, 30 травня 2024-го зазнав поранення під час артилерійського обстрілу. Лікарі добу боролися за його життя, вранці 31 травня серце Володимира зупинилося.
Без Володимира лишились дружина та син 2009 р.н.
Похований на Алеї слави Криворізького центрального кладовища 4 червня 2024 року.

## Нагороди
- Орден Богдана Хмельницького III ступеня (28 червня 2024, посмертно) — за особисту мужність, виявлену у захисті державного суверенітету та територіальної цілісності України, самовіддане виконання військового обов'язку[1].